# Lorenzo Bianchi
Lorenzo Bianchi (Corteno, 5 aprile 1899 – Brescia, 13 febbraio 1983) è stato un missionario e vescovo cattolico italiano.
Fu vescovo di Hong Kong.

## Biografia
Compiuto il servizio militare, entrò al seminario di Brescia che lasciò al termine del secondo anno di teologia per entrare, nel 1920, nel Pontificio istituto missioni estere di Milano per il quale fu ordinato sacerdote il 22 settembre 1922.
Destinato alla diocesi di Hong Kong, partì per la Cina il 29 luglio 1923 e fu assegnato alla missione di Hoifung, all'interno del Paese. Fu arrestato e liberato dai comunisti nel 1925 e nel 1927. Durante la seconda guerra sino-giapponese fu costretto a lasciare la missione per il concentramento e si dedicò particolarmente alla formazione del clero indigeno nel seminario di Mooiyen dove insegnò filosofia.
Superiore regionale per le missioni della Cina dal 1947, il 21 aprile 1949 fu nominato vescovo coadiutore di Hong Kong con diritto di successione e il 9 ottobre dello stesso anno fu consacrato nella cattedrale di Hong Kong.
Appena consacrato ritornò all'interno della Cina per essere solidale con i missionari ed i cristiani di fronte alla persecuzione in atto dopo la presa del potere da parte dei comunisti nel Sud della Cina. Il giovedì santo del 1951 fu fatto prigioniero con altri missionari.
Si trovava ancora in carcere quando il 3 settembre 1951, alla morte del suo predecessore Enrico Valtorta, divenne vescovo.
Il 17 ottobre 1952 fu espulso inaspettatamente dalla Cina e fece il suo ingresso nella diocesi di Hong-Kong, dove si adoperò con grande coraggio all'opera di evangelizzazione e alle opere sociali a favore soprattutto dei profughi.
Nel 1954, dopo 33 anni di vita missionaria, tornò per la prima volta in Italia.
Compì viaggi pastorali presso le chiese degli Stati Uniti nel 1955 e della Germania nel 1959, 1962 e 1968 per far conoscere la grave situazione sociale di Hong-Kong divenuta metropoli cosmopolita e chiedere aiuto soprattutto per i profughi.
Partecipò a tutte le sessioni del Concilio Ecumenico Vaticano II dal 1962 al 1965.
Nel maggio 1968 presentò anzitempo le sue dimissioni a papa Paolo VI auspicando che un vescovo cinese assumesse il governo della diocesi.
Il 14 agosto 1969 lasciò la diocesi dove tornò, su invito del suo successore Francis Xavier Hsu Chen-Ping, per un breve periodo in occasione della storica visita pastorale di Paolo VI del 4 dicembre 1970.
Dal 1969 visse in Italia presso le comunità del PIME prima di Genova quindi di Lecco.
Morì a Brescia il 13 febbraio 1983.
Celebrati i funerali nella cattedrale di Brescia, nella chiesa parrocchiale di Corteno Golgi e presso la comunità dei missionari del PIME a Lecco con la partecipazione dell'allora vescovo di Hong-Kong, John Baptist Wu Cheng-chung, fu sepolto, per sua espressa volontà, nel cimitero di Villa Grugana di Calco in provincia di Como, dove riposano i missionari dell'istituto, per poi essere ricollocato nel 2014 nella cripta della cattedrale dell'Immacolata Concezione di Hong Kong.

## Genealogia episcopale e successione apostolica
La genealogia episcopale è:
- Cardinale Scipione Rebiba
- Cardinale Giulio Antonio Santori
- Cardinale Girolamo Bernerio, O.P.
- Arcivescovo Galeazzo Sanvitale
- Cardinale Ludovico Ludovisi
- Cardinale Luigi Caetani
- Cardinale Ulderico Carpegna
- Cardinale Paluzzo Paluzzi Altieri degli Albertoni
- Papa Benedetto XIII
- Papa Benedetto XIV
- Papa Clemente XIII
- Cardinale Marcantonio Colonna
- Cardinale Giacinto Sigismondo Gerdil, B.
- Cardinale Giulio Maria della Somaglia
- Cardinale Carlo Odescalchi, S.I.
- Cardinale Costantino Patrizi Naro
- Cardinale Lucido Maria Parocchi
- Cardinale Pietro Respighi
- Cardinale Pietro La Fontaine
- Cardinale Celso Benigno Luigi Costantini
- Vescovo Enrico Pascal Valtorta, P.I.M.E.
- Vescovo Lorenzo Bianchi, P.I.M.E.

La successione apostolica è:
- Vescovo Francis Xavier Hsu Chen-Ping (1967)